# Chamberí
Chamberí – jest jednym z 21 dystryktów wchodzących w skład Madrytu, pełniący głównie funkcje przemysłowe (siedziba Telefoniki) i rekreacyjne.

## Podział administracyjny
Chamberí dzieli się administracyjnie na 6 dzielnic:
- Gaztambide
- Arapiles
- Trafalgar
- Almagro
- Ríos Rosas
- Vallehermoso